# Terry Murray
Pour les articles homonymes, voir Murray.
Terry Rodney Murray, né le 20 juillet 1950 à Shawville, est un joueur retraité et entraîneur canadien de hockey sur glace de la Ligue nationale de hockey. Il entraîne les Kings de Los Angeles.
Il est le frère de Bryan Murray, manager général des Sénateurs d'Ottawa et l'oncle de Tim Murray.